# Station Brørup
Station Brørup is een spoorwegstation in Brørup in de Deense gemeente Vejen. Het station ligt aan de spoorlijn Lunderskov - Esbjerg die in 1874 in bedrijf werd genomen. Brørup wordt bediend door de stoptreindienst tussen Esbjerg en Aarhus. Het oorspronkelijke stationsgebouw is nog aanwezig.